# Пам'ятник Тарасові Шевченку (Свидова)
Пам'ятник Тарасові Шевченку у Свидовій — погруддя українського поета Тараса Григоровича Шевченка в селі Свидова Чортківського району на Тернопільщині.

## Опис
Пам'ятник споруджено 1960 року.
Погруддя виготовлене з бетону, висота — 1 м, постамент — також із бетону, висота — 2,3 м.
Погруддя масового виробництва.